# Arichuna
Arichuna es un pueblo ubicado al noreste del Estado Apure, Venezuela en el Municipio San Fernando y es a su vez la capital de la Parroquia Peñalver. Fundado en 1774 por frailes capuchinos e indios otomacos, taparitas y guamos.
Su nombre es un homenaje al Cacique Arichuna, de origen jirahara (ahora en Venezuela), quien desde muy joven había luchado audazmente contra los invasores españoles, recibiendo a la muerte del Cacique Queipa el nombramiento de jefe del Señorío de Queipa.
El pueblo constituye una de las poblaciones satélites de la ciudad de San Fernando, misma que es capital del municipio y capital del Estado. La economía de Arichuna se basa principalmente en la actividad agropecuaria y la pesca artesanal de bajo impacto.